# 페퍼 애덤스

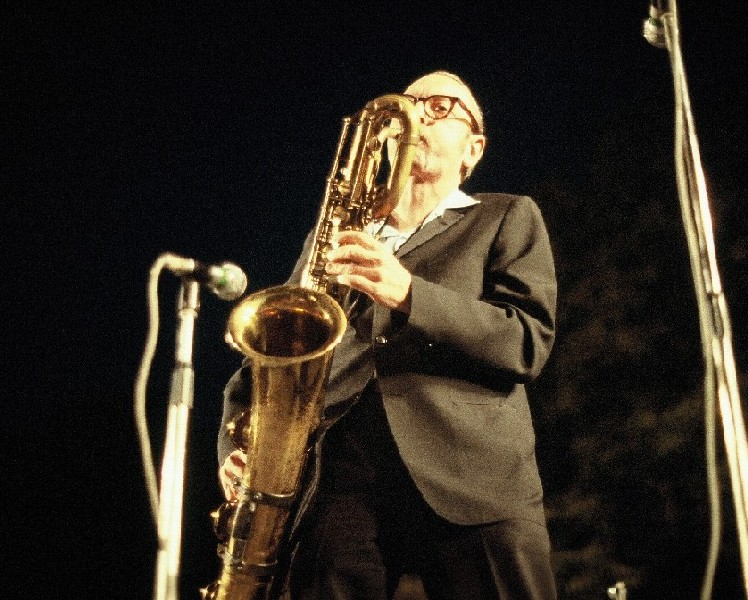

페퍼 애덤스(Pepper Adams, 1930년 10월 8일 미시간주 하일랜드파크 ~ 1986년 9월 10일 뉴욕주 브루클린)는 미국의 재즈 바리톤 색소폰 연주자이자 작곡가이다. 43곡을 작곡했으며 18개의 앨범에서 리더로 참여했다. 연주자로는 600개의 세션에 참여했다. 본명은 파크 프레더릭 애덤스 3세(Park Frederick Adams III)다.

## 음반
- Pepper Adams Quintet (1957)
- Pepper Adams plays Charlie Mingus (1963)
- Encounter! (1968)
- Ephemera (1973)
- Julian (1975)
- Twelfth and Pingree (1975)